# Dryopteris immixta
Dryopteris immixta är en träjonväxtart som beskrevs av Ren-Chang Ching. Dryopteris immixta ingår i släktet Dryopteris och familjen Dryopteridaceae. Inga underarter finns listade.